# 코다 (사람)
코다(CODA, Child of deaf adult)는 귀가 들리지 않는 양친이나 후견인에게서 자란 청인이다. 코다라는 말은 갤러뎃 대학교를 졸업한 마일리 브라더(Millie Brother)가 코다 인터내셔널을 설립하면서 쓰이기 시작하였다. 이러한 정의에 해당되는 사람들 가운데에는 코다라고 불리는 데 거부감을 갖는 사람도 있다.
농인 부모 사이에서 태어난 사람의 90 퍼센트는 소리를 정상적으로 들을 수 있는 청인이다. 코다는 농인 문화와 청인 문화 양쪽 모두에 속해 있으면서 이로 인한 정체성 혼란을 겪기 쉽다.

## 문화
한국에서 코다로서 스스로의 정체성을 찾아가는 내용을 담은 단편 영화와 독립 영화들이 상영되어 언론의 관심을 받았다.
- 김진유, 《높이뛰기》, 단편영화, 2014년 개봉
- 이길보라, 《반짝이는 박수 소리》, 독립영화, 2015년 개봉

## 널리 알려진 코다
- 루이즈 플레처 (배우)
- 리처드 그리피스 (배우)
- 알렉산더 그레이엄 벨 (과학자, 발명가)
- 에드워드 마이너 갤러뎃 (교육자)
- 임은경 (배우)
- 짐 베라로스, (가수, 배우)
- 코스텔 판틸리몬 (축구 선수)
- 유손생( 유튜버, 코다 및 농문화 수어컨텐츠 )

## 주해
1. ↑   건청인(建聽人) 또는 청인(聽人)은 농인(聾人)에 상대되는 말로, 소리를 들을 수 있는 사람을 뜻한다.